# 利府町立しらかし台中学校
利府町立しらかし台中学校（りふちょうりつしらかしだいちゅうがっこう）は、宮城県宮城郡利府町しらかし台2丁目にある公立中学校。通称は「しら中」（しらちゅう）。

## 概要
- 利府町の北部（しらかし台・青山）地区に対応している中学校が無かったことから1992年4月1日に開校。全校生徒数は300名前後である。校舎はコンクリート造りである。現在の学区はしらかし台・青葉台・青山・花園・皆の丘の5地区。
- 中学校では珍しく私服（※式典時は指定の制服着用）が許可されている公立中学校である。（県内ではしらかし台中学校と仙台市立第一中学校の合わせて2校ある）
- 2007年4月より、それまでは利府町立利府中学校区だった利府町花園地区が、当校の学区に編入された。
- 宮城県内の進学校である宮城県仙台第二高等学校や宮城県宮城第一高等学校への進学者数が県下ベスト5以内に長らく入っていたこともあったが、最近では両校への合格者数が全盛期ほどではなくなりつつあるも[要出典]、今年度は宮城県宮城第一高等学校合格者数全県第九位、宮城県仙台第三高等学校合格者数全県第三位との進学実績を残した[いつ?]。
- 技術部では、東北生活文化大学高等学校主催「第5回パソコンスピードコンクールパソコンスピード王は君だ!」で団体戦優勝や生徒が個人戦優勝、河北新報賞を受賞し、また、翌年の同大会で団体戦2連覇を達成した。

## 沿革
- 1992年（平成4年）4月1日 - 開校[2]。
- 2007年（平成19年）4月1日 - 花園地区と皆の丘地区を学区に編入[2]。

## 学区
- しらかし台・青山・青葉台・花園・皆の丘[2]

## 著名な出身者
- 荒川静香（女子フィギュアスケート金メダリスト）[3]
- 藤本つかさ（女子プロレスラー）、利府町観光大使
- 翼_tasku（シンガーソングライター）